# هامورهای آبی
هامورهای آبی (نام علمی: Achoerodus) نام یک سرده از خانواده زمردماهیان است.